# Rousettus leschenaultii
Il rossetto di Leschenault (Rousettus leschenaultii Desmarest, 1820) è un pipistrello appartenente alla famiglia degli Pteropodidi, diffuso nell'ecozona orientale.
L'epiteto specifico è un omaggio al naturalista francese Jean Baptiste Leschenault de la Tour (1773-1826).

## Descrizione

### Dimensioni
Pipistrello di medie dimensioni, con la lunghezza della testa e del corpo tra 95 e 120 mm, la lunghezza dell'avambraccio tra 80 e 99 mm, la lunghezza della coda tra 10 e 18 mm, la lunghezza del piede tra 19 e 24 mm, la lunghezza delle orecchie tra 18 e 24 mm e un peso fino a 108 g.

### Aspetto
La pelliccia è corta, soffice, fine e setosa. Le parti dorsali sono marroni scure, la testa è più scura, la nuca varia dal grigiastro chiaro al marrone, mentre le parti inferiori sono bruno-grigiastre chiare. È presente una fase più brillante, interamente bruno-rossastra. Il muso è lungo ed affusolato, gli occhi sono grandi. Le orecchie sono larghe, con l'estremità arrotondata e il lobo antitragale piccolo ed arrotondato. La tibia è finemente ricoperta di peli. La coda è relativamente corta, mentre l'uropatagio è ridotto ad una sottile membrana lungo la parte interna degli arti inferiori. Il pollice e i piedi sono relativamente corti. L'ultimo molare inferiore è di forma ellittica. Il numero cromosomico è 2n=36.

## Biologia

### Comportamento
Si rifugia all'interno di grotte e strutture artificiali dove forma colonie fino a 2.000 individui di entrambi i sessi. I maschi talvolta vivono solitariamente nel denso fogliame o sotto le fronde delle palme. In Myanmar sono state osservate colonie di qualche migliaio di esemplari all'interno di alcuni templi buddhisti. È attivo quasi tutto il giorno e risulta essere particolarmente rumoroso. Lascia i rifugi per nutrirsi circa 45 minuti dopo il tramonto e talvolta torna nei ricoveri diurni durante la notte. Condivide spesso gli alberi dove cerca cibo con la volpe volante indiana e il pipistrello della frutta dal muso corto maggiore. Effettua migrazioni legate alla disponibilità di cibo.

### Alimentazione
Si nutre di frutti di Anacardium occidentale, mango, Annona reticulata, Guanàbana, Annona squamosa, Guava, Syzygium cumini, Mimusops hexandra, Nespolo del Giappone, varie specie di Musa e fiori di Heterophragma roxberghii, Oroxylum indicum, Radermachera xylocarpum, Adansonia digitata, Kapok, Carya arborea, Guava, Syzygium cumini, Madhuca indica e Mimusops hexandra. Nel Sikkim è stato osservato cacciare piccoli pesci nei corsi d'acqua montani.

### Riproduzione
Danno alla luce un piccolo alla volta a marzo e ad agosto dopo una gestazione di circa 125 giorni. Il nascituro rimane con la propria madre per i primi due mesi e raggiunge le dimensioni adulte dopo un anno. Le femmine raggiungono la maturità sessuale a 5 mesi, mentre i maschi non prima dei 15 mesi. La copulazione avviene solitamente all'interno delle grotte.

## Distribuzione e habitat
Questa specie è diffusa nell'Asia meridionale dal Pakistan, attraverso tutto il Subcontinente indiano, la Cina meridionale e l'Indocina fino alle isole indonesiane di Giava, Bali e Lombok.
Vive in diversi tipi di habitat, dalle foreste tropicali umide agli insediamenti urbani fino a 1.140 metri di altitudine.

## Tassonomia
Sono state riconosciute 3 sottospecie:
- R.l. leschenaultii: Pakistan settentrionale e sud-orientale, India, Bangladesh, province cinesi dello Xizang sud-orientale, Yunnan, Guangxi, Guangdong, Sichuan, Guizhou, Jiangxi, Fujian meridionali, isola di Hainan; Myanmar, Thailandia, Laos, Cambogia, Vietnam, Sumatra, Simeulue;
- R.l. seminudus (Kelaart, 1850): Sri Lanka;
- R.l. shortridgei (Thomas & Wroughton, 1909): Giava, Bali e Lombok.

## Conservazione
La IUCN Red List, considerato il vasto areale, la popolazione numerosa e la presenza in diverse aree protette, classifica R.leschenaultii come specie a rischio minimo (Least Concern)).